# Ryan Bowen
Pour les articles homonymes, voir Bowen.
Ryan Bowen, né le 20 novembre 1975, à Fort Madison, en Iowa, est un joueur et entraîneur américain de basket-ball. Il évoluait au poste d'ailier fort.